# Violência doméstica no Brasil
Violência doméstica no Brasil é comumente tratada como sinônimo de violência de gênero, sendo entendida geralmente como a violência conjugal que acomete mulheres e é praticada por seus parceiros ou ex-parceiros íntimos. Homens, crianças e idosos também podem ser vítimas de violência doméstica, no entanto, postula-se que no Brasil a maior parte da violência doméstica seja conjugal e a maioria das vítimas sejam mulheres.
Em 2015, o governo brasileiro divulgou um estudo que mostrou que a cada sete minutos uma mulher é vítima de violência doméstica no Brasil e que mais de 70% da população feminina brasileira vai sofrer algum tipo de violência ao longo de sua vida. 1 em cada 4 mulheres relata ter sido vítima de violência psicológica ou física. Embora o governo brasileiro tenha reconhecido, já na década de 1940, que a violência doméstica era um problema, ele começou a agir apenas a partir de 1985, com a criação da primeira unidade da Delegacia da Mulher no estado de São Paulo - elaborada por Michel Temer (MDB) - e, posteriormente, com a publicação da Lei Federal n.º 11 340, em 7 de agosto de 2006 (Lei de Prevenção à Violência Doméstica e Familiar Contra a Mulher), conhecida como Lei Maria da Penha, sancionada pelo presidente Luiz Inácio Lula da Silva (PT).
No Brasil, violência doméstica é legalmente definida no Artigo 5.º da Lei 11 340, como "qualquer ação ou omissão baseada no gênero que lhe cause morte, lesão, sofrimento físico, sexual ou psicológico e dano moral ou patrimonial".

## Contexto
No Brasil Colônia, homens eram considerados "proprietários" das mulheres com quem se casavam, com direito a bater, de serem violentos ou até mesmo matá-las, se necessário. Uma pesquisa realizada pela ONU Mulheres e pelo Grupo Boticário mostra que, mesmo hoje em dia, 95% das mulheres e 81% dos homens entrevistados concordam com a afirmação de que o machismo é predominante no Brasil. De acordo com a professora Stela Meneghel, médica especializada em estudos de gênero, a violência praticada contra as mulheres tem como objetivo mantê-las em uma posição inferior em relação aos homens, enquanto os homens geralmente sentem que eles têm o dever de "educar" as mulheres sobre seus direitos e a sua posição.
De acordo com a ONG Marias, existem várias causas para a prática da violência doméstica, tais como o alcoolismo, adultério, ciúme, drogas, problemas financeiros, e, de acordo com o professor Mateus Guttmann, antropólogo que estuda a masculinidade para a Universidade de Brown, a principal causa de violência doméstica é o machismo. Em seu estudo, o professor Guttmann prova que, contra a opinião comum, o comportamento masculino violento não é característica fisiológica ou biológica, mas é o resultado da cultura do machismo predominante na maioria das sociedades, o que reforça a "superioridade" do homem para com as mulheres.

## Dados
Segundo um estudo de 2014 feito pelo Instituto de Pesquisa Econômica Aplicada (Ipea), a sociedade brasileira ainda acredita em uma família nuclear patriarcal, na qual o homem é visto como o "ganha-pão" da família, mas seus direitos sobre as mulheres e as crianças são restritos e excluem formas extremas de violência. Ainda segundo o estudo, a sociedade acredita que a esposa, por seu lado, deve "dar-se ao respeito" e se comportar de acordo com os modelos tradicionais de família.
A pesquisa revela a aceitação de algum tipo de intervenção na área da violência contra a mulher: 85% dos entrevistados responderam que, em casos de violência, o casal deveria pedir divórcio, e mais de 90% concordam que os homens que batem em mulher devem ir para a cadeia. A pesquisa também mostra que a população brasileira está bem-informada a respeito das origens da violência: 75% dos entrevistados discordam que a violência é parte da natureza do homem. No entanto, há indícios de um amplo machismo: 58,5% dos entrevistados acreditam que, se as mulheres soubessem como se comportar, haveria menos casos de violação; e mais de 65% dos entrevistados concordam que as mulheres que usam roupas que mostram seus corpos merecem ser atacadas. Há também evidências de uma crença generalizada de que a vítima de violência deve ser a única a tomar medidas contra ela: 65,1% dos entrevistados relataram que as vítimas de violência doméstica que não deixam os parceiros abusivos gostam de de apanhar. Essa suposição ignora todas as questões sociais e psicológicas envolvidas em um relacionamento abusivo que pode impedir uma vítima de violência doméstica de denunciar a violência e sair de uma relação abusiva. Há pesquisas que propõem uma correlação positiva entre as dificuldades financeiras e a violência: em cenários de incerteza econômica e instabilidade, a mulher está um terço mais propensa a ser vítima de violência doméstica.
Uma pesquisa realizada pelo instituto DataSenado, em 2015, mostra que 100% das mulheres entrevistadas sabiam da existência da Lei Maria da Penha, mostrando o aumento da educação da população feminina sobre os seus direitos. No entanto, 43% relataram não serem tratadas com respeito, um aumento de 8 pontos percentuais (em relação à pesquisa de 2013). Além disso, as entrevistadas relataram que se sentem mais seguras e começaram a identificar e denunciar com mais frequência os casos de violência doméstica. A mesma pesquisa mostra que cerca de 21% das vítimas de violência doméstica não procuram ajuda e os principais motivos relatados são a preocupação com as crianças (24%), o medo de vingança do agressor (21%), a crença de que o episódio seria o último (16%), a descrença nas consequências legais (10%) e vergonha (7%).
Uma pesquisa do Ministério da Justiça revela que 80% das vítimas de violência doméstica não quer que o agressor seja preso: as vítimas, ao invés, oferecem soluções alternativas, tais como tratamento psicológico (40%), grupos de discussão de agressores (30%) e a obrigatoriedade de prestação de serviços comunitários (10%). Além disso, 9% das mulheres entrevistadas relataram que se sentiram total ou parcialmente culpadas pela violência sofrida. Para Cristiane Brandão, professora de Direito Penal na Universidade Federal do Rio de Janeiro (UFRJ), esses números são resultado da sociedade brasileira predominante patriarcal e machista.
O Fórum Brasileiro de Segurança Pública (FBSP), juntamente com o Instituto Datafolha, elaborou uma pesquisa quantitativa com abordagem pessoal dos entrevistados. A pesquisa teve questões sobre a vitimização direta das mulheres e a preponderância da violência e assédio contra a mulher sob a visão de homens e mulheres. Com cobertura nacional, concentrou-se na população adulta brasileira de dezesseis anos ou mais, de todas as classes sociais. Entre 4 a 5 de fevereiro de 2019 foram realizadas entrevistas em 130 municípios, com 2 084 entrevistas, sendo 1 092 com mulheres. O estudo foi baseado em dados obtidos nas pesquisas realizadas pela primeira vez em 2017 pela FBSP e pelas pesquisas feitas no ano de 2019, tendo como objetivo o levantamento de informações sobre a violência contra a mulher nos últimos doze meses no Brasil.

## Incidência
De acordo com a Organização Mundial da Saúde, 35% das mulheres já sofreram violência física e/ou sexual, violência de parceiros íntimos ou violência sexual de não-parceiros íntimos durante suas vidas. O Brasil ocupa a 5.ª posição na lista de países onde a violência doméstica é crime, precedido apenas por El Salvador, Colômbia, Guatemala e Rússia. Em 2013, 4 762 mulheres foram assassinadas no Brasil e 50,3% desses crimes foram cometidos por membros da família e 33,2% deles foram cometidos pelo atual ou ex-parceiro.
Um estudo patrocinado pelas Nações Unidas (ONU), pela Organização Mundial da Saúde e pelo governo brasileiro descobriu que 106 093 mulheres foram assassinadas no Brasil entre 1980 e 2013. De acordo com o Mapa da Violência de 2015, as taxas de feminicídio vêm crescendo e atingiram 4,8% das mulheres em 2013.
| Ano  | Número de homicídios femininos | % da população |
| ---- | ------------------------------ | -------------- |
| 1980 | 1 353                          | 2,3            |
| 1990 | 2 585                          | 3,5            |
| 2000 | 3 743                          | 3,7            |
| 2010 | 4 465                          | 4,6            |
| 2013 | 4 762                          | 4,8            |

Em 2019, 59,1% da população (homens e mulheres) entrevistada relataram ter visto alguma situação de violência acontecendo no seu bairro ou na sua comunidade, de acordo com o Instituto Datafolha e o FBSP.

### Diferenças regionais
Em 2013 os estados brasileiros apresentaram diferenças significativas na incidência de assassinatos de mulheres. Roraima foi o estado com a maior incidência: 15,3% das mulheres assassinadas. São Paulo, com a menor incidência: 2,9%. No Brasil, a taxa média de homicídios de mulheres foi de 4,8%.
Sobre relatos de mulheres que sofreram algum tipo de violência ou agressão em 2019, de acordo com o Instituto Datafolha e o FBSP, na região Norte, Sudeste e Centro Oeste 29,9% das mulheres entrevistadas relataram ter sofrido algum caso de violência ou agressão, 22,9% na região Nordeste e 25,1% na região Sul.

### Diferenças raciais
De acordo com o estudo Mapa da Violência de 2015, a população negra era naquele ano a principal vítima de violência doméstica e homicídios no país. As taxas de homicídio da população branca diminuíram entre 2003 e 2013 (-9,8%), enquanto a taxa de homicídios entre a população negra continuou a aumentar no mesmo período pesquisado (+54,2%).
Em 2019, mulheres declaradas brancas, negras ou pardas tiveram um número semelhante de relatos violentos: 24,7% de mulheres brancas e 28,4% de mulheres negras, de acordo com o Instituto Datafolha e o FBSP.

### Diferença de idade
De acordo com o mesmo relatório, cerca de dois terços da população que compareceu ao Sistema Único de Saúde (SUS) são mulheres. Em 2014, 223 796 pessoas foram atendidas como sendo vítimas de vários tipos de violência.
Distribuição por sexo e idade, do número de vítimas de violência registrados no SUS
| Números                        | Números  | Números | Números           | Números |
| Fase                           | Mulheres | Homens  | Não identificados | Total   |
| ------------------------------ | -------- | ------- | ----------------- | ------- |
| Crianças (0-11 anos)           | 20 707   | 17 411  | 130               | 38 248  |
| Adolescentes (de 12 a 17 anos) | 24 708   | 13 248  | 9                 | 37 965  |
| Jovens (18 a 34 anos)          | 42 442   | 18 213  | 16                | 60 671  |
| Adultos (34 – 59 anos)         | 52 979   | 21 264  | 13                | 74 256  |
| Idosos (mais de 59 anos)       | 6 855    | 5 800   | 1                 | 12 656  |
| Total                          | 147 691  | 75 936  | 169               | 223 796 |

Segundo a pesquisa realizada pelo Instituto Datafolha e o FBSP em 2019, mulheres entre 16 e 24 anos são as que mais relataram sofrer algum tipo de violência, com 42,6%, e as mulheres entre 25 e 34 anos, com 33,5%. Pode-se notar que a porcentagem de mulheres diminui conforme aumenta a faixa etária, sendo a menor porcentagem com mulheres de 60 anos ou mais, com 13,6%.

### Escolaridade
De acordo com o Instituto Datafolha e o FBSP, em 2019, mulheres com ensino superior tiveram um maior número de relatos de sofrerem algum tipo de violência em relação às mulheres de baixa escolaridade. São 31,6% de mulheres com ensino superior e 22,6% de mulheres com apenas o ensino fundamental.

### Denúncias e vitimização
De acordo com o Instituto Datafolha e o FBSP, em 2019, 52% das mulheres que sofreram algum tipo de violência não tomaram nenhuma atitude em relação a isso. Número muito próximo de dois anos atrás de acordo com as pesquisas de 2017, evidenciando o desafio que é garantir a proteção e a segurança para as mulheres. Sobre o restante das mulheres que optaram por recorrer a algum tipo de ajuda e auxílio, 22,2% buscaram ajuda de órgãos oficiais e 29,6% buscaram ajuda de órgãos não oficiais (igreja, família, amigos). Das mulheres que buscaram ajuda de órgãos oficiais, apenas 18% registraram boletim de ocorrência em delegacia de polícia, sendo que mulheres com ensino fundamental têm uma maior porcentagem de tomada de atitude em relação à agressão mais grave sofrida, com 30,2% contra apenas 23,6% das mulheres com ensino superior. O levantamento das mulheres com ensino superior que não tiveram nenhuma atitude em relação à agressão sofrida é de 58,6%. Podemos perceber, assim, que mulheres com grau de escolarização mais alto tendem a procurar menos ajuda.
Segundo pesquisas do Raio X do Feminicídio em São Paulo, dos 364 casos analisados, apenas 3% das vítimas de Feminicídio tentado ou consumado tinham solicitado apoio ou Medidas Protetivas. Das 124 mulheres mortas, apenas 5 delas tinham registrado boletim de ocorrência. “A vítima do Feminicídio é justamente a mulher que não procurou ajuda ou não teve proteção do Estado” (SCARANCE, 2019, p. 27).

### Assédio e violências invisíveis
As violências “invisíveis”, as quais não são facilmente percebidas com marcas pelo corpo, também acontecem e são preocupantes. A violência psicológica, a moral, a importunação sexual (assédio) são os tipos de violência que podem passar “despercebidas” por mulheres com pouco acesso à informação ou até por mulheres com antepassados culturais machistas e patriarcais.
O assédio e as violências “invisíveis” também foram considerados na pesquisa realizada pelo FBSP em 2019. A vitimização por assédio é mais concentrada em jovens de 16 a 24 anos com 66,1%, diminuindo para 53,9% entre mulheres de 25 a 34 anos. A maior parte dos assédios se dão por meio de comentários desrespeitosos na rua com 32,1%; 11,5% alegaram a mesma situação, porém em ambiente de trabalho; 7,8% foram assediadas fisicamente em transporte público; 6,2% foram abordadas de maneira agressiva e tiveram seus corpos tocados durante uma balada ou festa; 5% foram agarradas e/ou beijadas à força, sem consentimento em qualquer situação; 4% foram assediadas fisicamente em transporte particular chamado por aplicativo e, finalmente, 3,3% foram assediadas enquanto estavam sob efeito de bebidas alcoólicas. Podem-se notar diversos e repugnantes casos de assédio a que uma mulher está sujeita durante o dia a dia comum.

### Tipos de violência
De acordo com o balanço de 2015 do serviço Ligue 180, 76 651 relatos de violência foram registrados, sendo 38 451 relatos de violência física (50,15%); 23 247, de violência psicológica (30,33%); 5 556, de violência moral (7,25%); 3 961, de casa de prisão (5,17%); 3 478, de denúncias de violência sexual (4,54%); 1 607, de relatos de violência patrimonial (2,10%) e 351, de tráfico de seres humanos (0,46%).
De acordo com as pesquisas do Instituto Datafolha e do FBSP, 27,4% das mulheres reportaram ter sofrido algum tipo de violência ou agressão em 2019 e 28,6% em 2017, sendo a ofensa verbal (como insultos e xingamentos) a maioria, com 21,8%. Também podemos notar que ameaças de apanhar, empurrar ou chutar fica em segundo lugar nas violências mais ocorridas contra mulheres, com 9,5%. Além disso, é possível apurar que o uso de arma de fogo para o cometimento da violência é maior que o uso de facas. No âmbito das situações sobre violência contra a mulher vistas por homens e mulheres, a maioria alega ter visto situações em que homens estão abordando mulheres na rua de forma desrespeitosa e ofensiva, com 42,6%, e em segundo lugar, com 36,5%, estão situações em que homens estão humilhando, xingando ou ameaçando mulheres com parentesco ou alguma outra ligação de proximidade. A situação mais exposta aos olhares masculinos é a de homens brigando, agredindo-se, fazendo ameaças ou discutindo por causa de ciúmes por mulheres, o que é correspondente à situação que está em terceiro lugar das situações mais vistas, com 33,7%.

### O agressor
De acordo com o Mapa da Violência de 2015, 82% das agressões a crianças do sexo feminino foram realizadas pelos pais da criança, principalmente a mãe, que concentra 42,2% das agressões. Para os adolescentes, o principal agressor são os pais (26,5%) e do atual ou ex-parceiros (23,2%). População jovem e adulta, em mais de 50%, são ofendidos por atuais ou ex-parceiros. Para a população idosa, o principal agressor foi um descendente (34,9%). Um estudo realizado pelo IPEA, em 2013, conclui que aproximadamente 30% das mortes de mulheres classificadas como feminicídios aconteceu na própria casa da vítima.
As pesquisas realizadas em 2019 continuaram demonstrando que, predominantemente, os agressores são conhecidos das vítimas, com 76,4% do total, um número altíssimo por se tratar de pessoas em que as mulheres deveriam confiar. Essa porcentagem subiu sensivelmente comparado a 2017, quando o número era de 61%. Dentre esses conhecidos, os cônjuges/namorados/companheiros são a maioria, com 23,8%, vizinhos com 21%, ex-companheiros/ex-namorados com 15,2%, familiares (irmãos, pais, mães, padrastos e madrastas) com 14,6% e amigos com 6,3%. A grande parte de agressores está na faixa etária de 23 a 34 anos com 83%, seguidos dos agressores de 35 a 44 anos com 81,5%.

### Locais de violência
A pesquisa do FBSP junto ao Instituto Datafolha, em 2019, afirma que 42% das mulheres continuam sofrendo violências dentro de casa. As violências cometidas em outros locais têm um número menor, porém não deixa de ser assustador: 29,1% são cometidos na rua; 8,2% pela internet; 7,5% no trabalho; 2,7% em bares/baladas; e 1,4% em escolas/faculdades. Ter a casa como o principal local para a violência não apresentou variações desde 2017. E também constata-se que, conforme o nível de escolaridade aumenta, as taxas de violência em casa diminuem - porém aumentam os casos de violência pela internet, na rua ou no trabalho.

## Legislação

### Lei de Violência Doméstica e Familiar

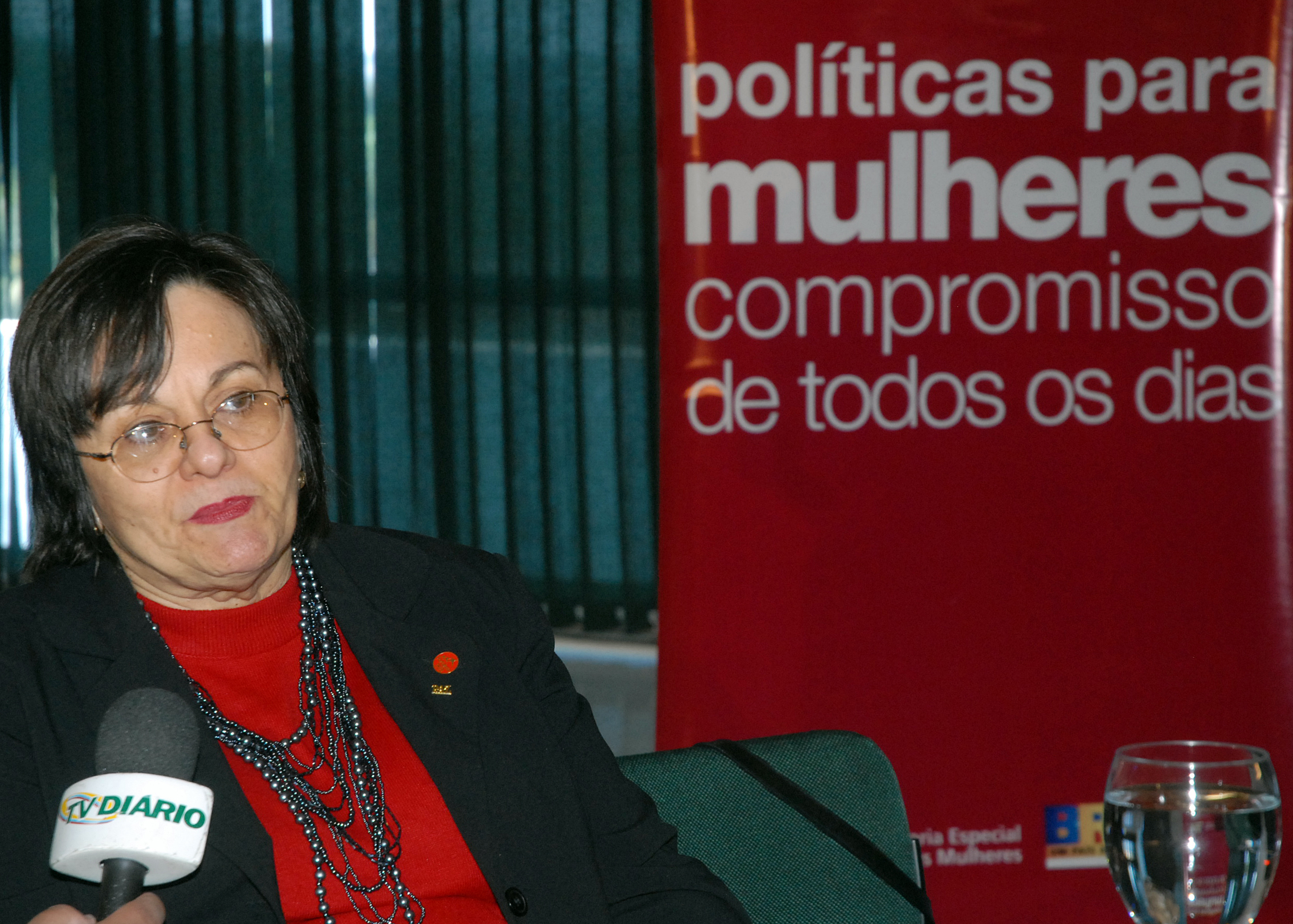
Maria da Penha, a mulher que inspirou a Lei de Violência Doméstica no Brasil.

A primeira forma legal de proteção de vítimas de violência doméstica foi publicada em 7 de agosto de 2006 pelo então presidente Lula (PT), que assinou a lei n.º 11 340/2006, chamada de Lei de Violência Doméstica e Familiar e conhecida como Lei Maria da Penha. Esta famosa lei foi o resultado de um processo internacional, liderado por Maria da Penha, uma vítima de violência doméstica que foi baleada aos 37 anos por seu marido com um rifle, que também tentou eletrocutar ela no banheiro. Como consequência, ela se tornou paralítica e começou uma longa batalha nos tribunais para conseguir a condenação de seu marido. Na década de 1990, Maria da Penha recorreu à Comissão Interamericana de Direitos Humanos e, em 2001, ela foi capaz de obter justiça e manter o governo brasileiro responsável pela tolerância judiciária da violência doméstica. A comissão também recomendou que o governo brasileiro adotasse medidas mais eficazes contra as vítimas mulheres.

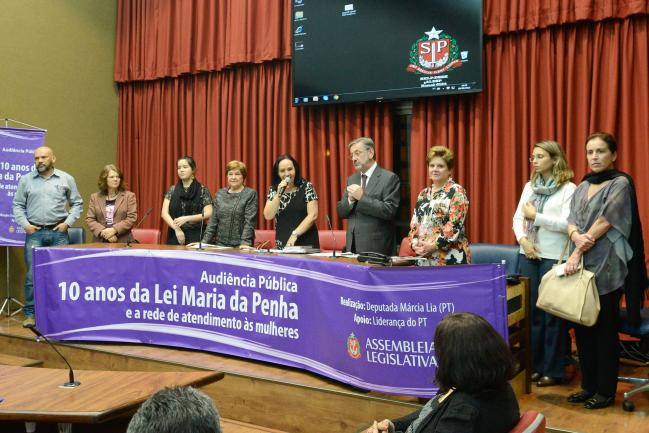
Audiência pública sobre os dez anos da Lei Maria da Penha.

A lei prevê, principalmente, cinco tipos de violência doméstica:
1. Violência psicológica: insultar, humilhar, ameaçar, intimidar, assustar, continuamente criticar, desvalorizar alguém em privado ou em público, e exercer qualquer tipo de manipulação emocional;
2. Violência física: bater, espancar, empurrar, atirar objetos, morder, mutilar, torturar, uso ou não de ferramentas internas, tais como facas ou ferramentas de trabalho ou de arma;
3. Violência Sexual: relacionamento sexual não-consentido (i.e. enquanto o parceiro estiver dormindo), forçar o parceiro a procurar material pornográfico, forçar o parceiro a fazer sexo com outras pessoas, impedir mulheres de controlar o uso da não-gravidez, drogas, forçar o aborto ou impedir mulheres de engravidar;
4. Violência Patrimonial: controlar, manter ou tirar o dinheiro de alguém, causar dano a outros objetos pessoais de propósito, manter parceira com objetos pessoais, documentos pessoais ou de trabalho de documentos a partir dela;
5. Violência Moral: ofender ou humilhar o parceiro em público, expor a intimidade do casal, incluindo nas mídias sociais, acusar o parceiro de cometer crimes.[24]

A lei brasileira proíbe a violência doméstica, e o governo tem tomado medidas para abordar a violência contra as mulheres e a violência conjugal. A lei triplica as penas para os condenados por tais crimes, e também cria juizados especiais, em todos os estados, para presidir estes casos. É também a primeira compilação oficial de dados sobre violência doméstica.
O Superior Tribunal de Justiça (STJ) tem reforçado a lei, iniciando processos legais apenas com um boletim de ocorrência da polícia, sem a necessidade de a vítima de violência estar presente ou ser o principal reclamante.

### Além da violência doméstica
Os dados obtidos nas pesquisas realizadas pelo Fórum Brasileiro de Segurança Pública (FBSP) e o Datafolha, feitas no ano de 2019, apresentam recortes empíricos sobre o fenômeno da violência sofrida pelas mulheres brasileiras, baseando-se nas falas das entrevistadas. No entanto, são bem diferentes quando comparados às estatísticas criminais estatais, que têm como base o trabalho jurídico-penal desenvolvido pela polícia e pela justiça a partir de modulações jurídicas.
Contrastando essas informações, percebe-se a ruptura de um mundo formado por experiências e sensações próprias dos seres humanos que não são capturadas pelas estatísticas formais. Afinal, não há que confundir violência com crime.
Nesse viés, tendo como base a atividade policial no momento do registro da ocorrência e posteriores oitivas, as falas das vítimas são em parte confiscadas, caracterizando um processo de adaptação de falas ao leque das tipologias penais, ou seja, um filtro que busca inserir as descrições factuais confessadas ao locus jurídico. Como resultado, o discurso formal registrado pela polícia reduz vestígios ou signos de violência de variadas tipologias: psicológica, sexual, patrimonial, intelectual, laboral etc. Outro fator influenciador da perspectiva está na própria interpretação da legislação, em virtude da massificação da Lei nº. 11 340/06 – Lei Maria da Penha: há certa confusão de entendimentos sobre as violências baseadas nas relações de gênero e nas domésticas, dificultando percepções de outros níveis que não o familiar.
Por outro lado, a pesquisa dá voz às mulheres, transcendendo o ambiente doméstico e demonstrando diferentes tipos de violências subnotificadas pelas estatísticas criminais formais, a exemplo das violências sofridas no cotidiano dos espaços públicos, que vão desde abordagens desrespeitosas até agressões físicas e verbais. Aliadas a isso, algumas dessas violências veladas ou despercebidas propiciam o cometimento de Feminicídios, pois fundamentam cenários de desqualificação da mulher. Desse modo, “infere-se que as violências visíveis e invisíveis esboçadas pela pesquisa assemelham-se a degraus escalonados de uma espécie de violência cujo ápice é o Feminicídio” (VILLA, 2019, p. 40).
Analisando tais informações, nota-se que, diferentemente de muitas outras formas de violência sofridas pelas mulheres (violência doméstica e outras modalidades de violência sexual, como estupro por companheiro, marido ou outros familiares), além das subnotificadas ou mesmo não previstas em lei, ainda ocorrem nas ruas, e, ademais, cabe observar que há formas de violência que não se aplicam aos mecanismos de proteção previstos na Lei Maria da Penha.
Não se sabe ao certo qual o real motivo da persistência dessa violência, de modo que há de se questionar não somente a percepção social e os fatores socioculturais que levam esse cenário, mas também indagar as autoridades, que podem ter a falsa ideia de resolução do problema mediante a instauração de dispositivo normativo, pois vitimização de mulheres não diminui.  Assim, há uma lacuna importante a ser preenchida.

### Atualização de crimes de estupro no Código Penal
Em 2009, o código penal foi atualizado, pela lei 12 015/2009, para considerar o estupro como um crime contra a dignidade e a liberdade sexual, reconhecendo que todos os indivíduos, independentemente do sexo, têm o direito de exigir respeito à sua vida sexual e a obrigação de respeitar a opção sexual de outras pessoas.
A partir da sanção da Lei n° 12 015, de 7 de agosto de 2009, o estupro passou a ser um crime contra a dignidade e a liberdade sexual. Portanto, somente nos últimos anos, o legislador reconheceu explicitamente a dignidade e a liberdade sexual como um bem jurídico protegido.

### Tipificação do Crime de Importunação Sexual
Para compreender a temática no contexto legal do crime de importunação sexual, implementada em setembro de 2018, é necessário entender como surge a Lei n. 13 718/2018 e qual o objetivo do legislador ao criar uma norma, no caso específico da criminalização da importunação sexual.
Em princípio, a discussão de um projeto de lei que versava sobre crimes sexuais surgiu após um fato que repercutiu muito na imprensa e trouxe grande clamor popular, ocorrido em setembro de 2017 no interior de um ônibus na Avenida Paulista (capital de São Paulo), em que um rapaz ejaculou no pescoço de uma passageira, no decorrer do processo penal, o juiz do caso entendeu ter havido ali mera importunação ofensiva ao pudor, nos termos do então vigente artigo 61 da Lei de Contravenções Penais, beneficiando o delinquente, além de conceder-lhe o direito de responder ao processo em liberdade. Poucos dias depois, o mesmo homem foi preso sob acusação de estupro, por uma minúcia em sua conduta que possibilitou esse enquadramento legal: ele teria segurado com força a coxa da vítima quando esta tentava se desvencilhar. Tal conduta foi compreendida na previsão do art. 213 do Código Penal, configurando crime de estupro.
A confusão sobre a distinção entre importunação ofensiva ao pudor e estupro é resultado de alteração legislativa, em que a Lei n. 12 015/09 revogou a previsão do crime de atentado violento ao pudor, art. 214, para incorporá-la ao artigo 213 do Código Penal, que passou a descrever o crime de estupro.
Desse modo, todas as modalidades de ato sexual praticadas mediante violência ou grave ameaça reuniram-se em um único tipo penal, o que passaria a levar alguns juízes, com receio de se verem compelidos a aplicar uma punição flagrantemente desproporcional, recorrerem à estratégia jurídica de desclassificação da conduta, enquadrando alguns casos como contravenção penal de importunação ofensiva ao pudor em vez de estupro. Assim, figurou-se uma realidade desbalanceada, em que as punições não correspondiam com os determinados crimes.
A partir daí, o tema foi debatido por meio do PL 5452/2016, que passou por algumas reformulações até a aprovação da Lei n. 13.718/2018, em que o crime de importunação sexual ficaria com a seguinte redação:
Art. 215-A. Praticar contra alguém e sem a sua anuência ato libidinoso com o objetivo de satisfazer a própria lascívia ou a de terceiro:

Pena - reclusão, de 1 (um) a 5 (cinco) anos, se o ato não constitui crime mais grave.
Além disso, a lei revogou o art. 61 da Lei de Contravenções Penais, impossibilitando a prática judicial de desclassificação de qualquer conduta sexual praticada sem violência física ou grave ameaça, embora não consentida, para a antiga contravenção de importunação ofensiva ao pudor. Assim, a redação final do artigo 215-A, garante que o acusado não fique impune, mas também não receba a elevada pena prevista para o crime de estupro. Portanto, é possível verificar que a Lei n. 13 718/2018 não foi pensada a partir de diagnósticos trazidos de observação empírica, mas sim com a finalidade de buscar atender ao clamor popular gerado pela imprensa, a partir da repercussão de determinados casos graves de violência sexual contra mulheres.

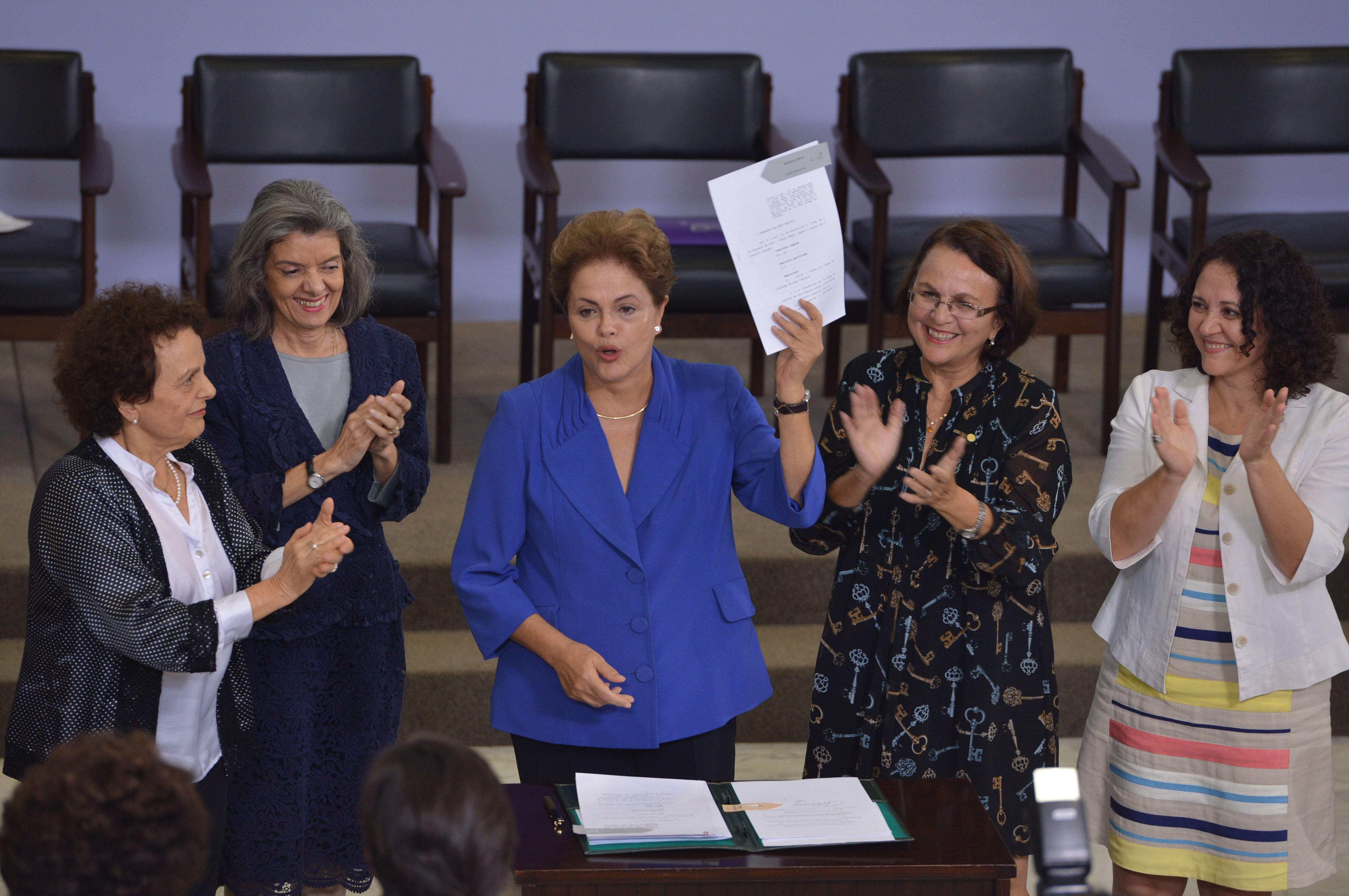
Dilma Rousseff, então presidente do Brasil, assina a Lei do Feminicídio.

### Lei do Feminicídio
Em 2015, a então Presidente Dilma Rousseff (PT) aprovou a Lei 13 103/2015, chamada de Lei do Feminicídio, que alterou o Código Penal Brasileiro para prever o feminicídio como tipo de crime hediondo diferenciado de um homicídio comum. Feminicídio é descrito como o assassinato de mulheres simplesmente por sua condição de mulheres. Feminicídios são crimes motivados pelo ódio, desprezo ou sentimento de perda da propriedade sobre a mulher.
A lei prevê três condições agravantes que aumentam a pena legal em um terço: (i) o crime foi cometido durante a gravidez ou 3 meses após o trabalho infantil, (ii) os crimes foram cometidos contra mulheres com menos de 14 anos de idade, mais de 60 anos de idade ou com deficiência; (iii) o crime foi cometido na presença dos pais ou filhos da vítima.

## Ações do governo

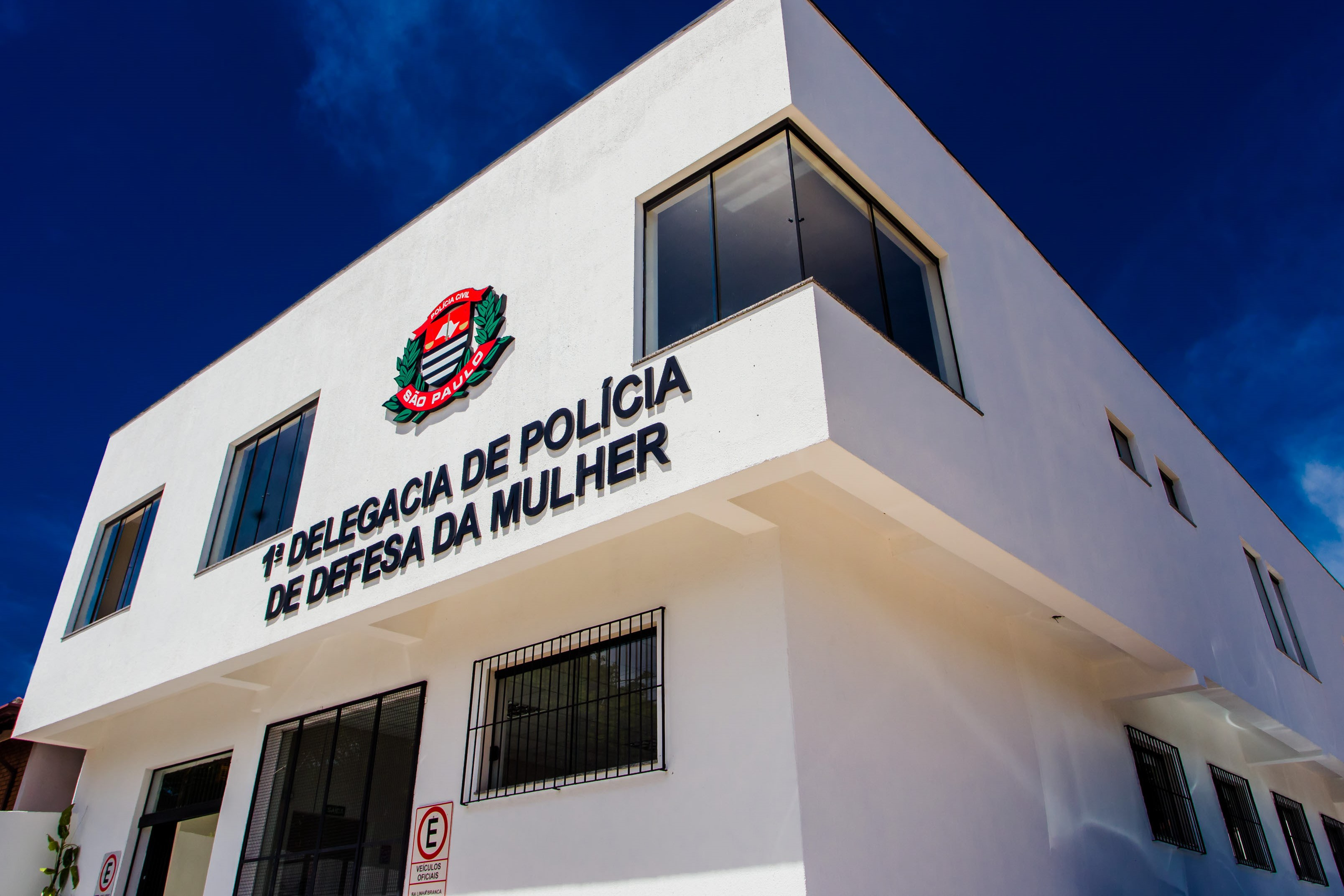
Delegacia da Mulher em Campinas, São Paulo.

Delegacia da Mulher: cada secretaria de estado de segurança pública do Brasil opera as chamadas Delegacias da Mulher (DEAM), delegacias de polícia dedicadas exclusivamente para tratar de crimes contra mulheres. A qualidade dos serviços varia amplamente, e a disponibilidade é especialmente limitada em áreas isoladas. As estações possuem aconselhamento psicológico, abrigo temporário e tratamento hospitalar para vítimas de violência doméstica e estupro, incluindo o tratamento para o HIV e outras doenças sexualmente transmissíveis. As estações também fornecem apoio para o julgamento de processos criminais através da investigação e encaminhamento de provas para os tribunais. Contudo, por não possuírem estratégias para proteger as vítimas, muitas vezes, os relatórios acabam sendo arquivados. De acordo com o Ministério da Justiça, embora muitas DEAMs tenham ficado aquém dos padrões esperados, elas serviram para aumentar a conscientização pública crimes contra as mulheres.
Programa "Mulher, Viver sem Violência": lançado em 13 de março de 2013 pela então presidente Dilma Rousseff, a iniciativa tem como objetivo ampliar e melhorar os serviços públicos oferecidos às mulheres vítimas de violência. O programa inclui uma série de iniciativas:
- Ligue 180: em 2005, o governo federal implementou uma linha de apoio gratuita para tratar de denúncias de violência contra as mulheres, fornecida pelo Ministério das Mulheres e pela Secretária Especial de Políticas da Mulher. A linha recebe não só denúncias de violência, mas também orienta vítimas sobre seus direitos legais e as encaminha para outros serviços públicos, quando aplicável. Em 2015, a linha registrou 749 024 chamadas, uma média de 2 052 chamadas por dia. Desde sua implantação, o Ligue 180 já registrou 4 823 140 chamadas. Cerca de dois terços das chamadas recebidas são para relatar algum tipo de violência doméstica;[39] 41,09% das chamadas recebidas são por solicitação de mais informações, 9,56% são encaminhados a serviços especializados para apoiar as mulheres, 38,54% se referem a outros serviços (como Polícia Militar, Polícia Civil ou Secretaria de Direitos Humanos).[40]

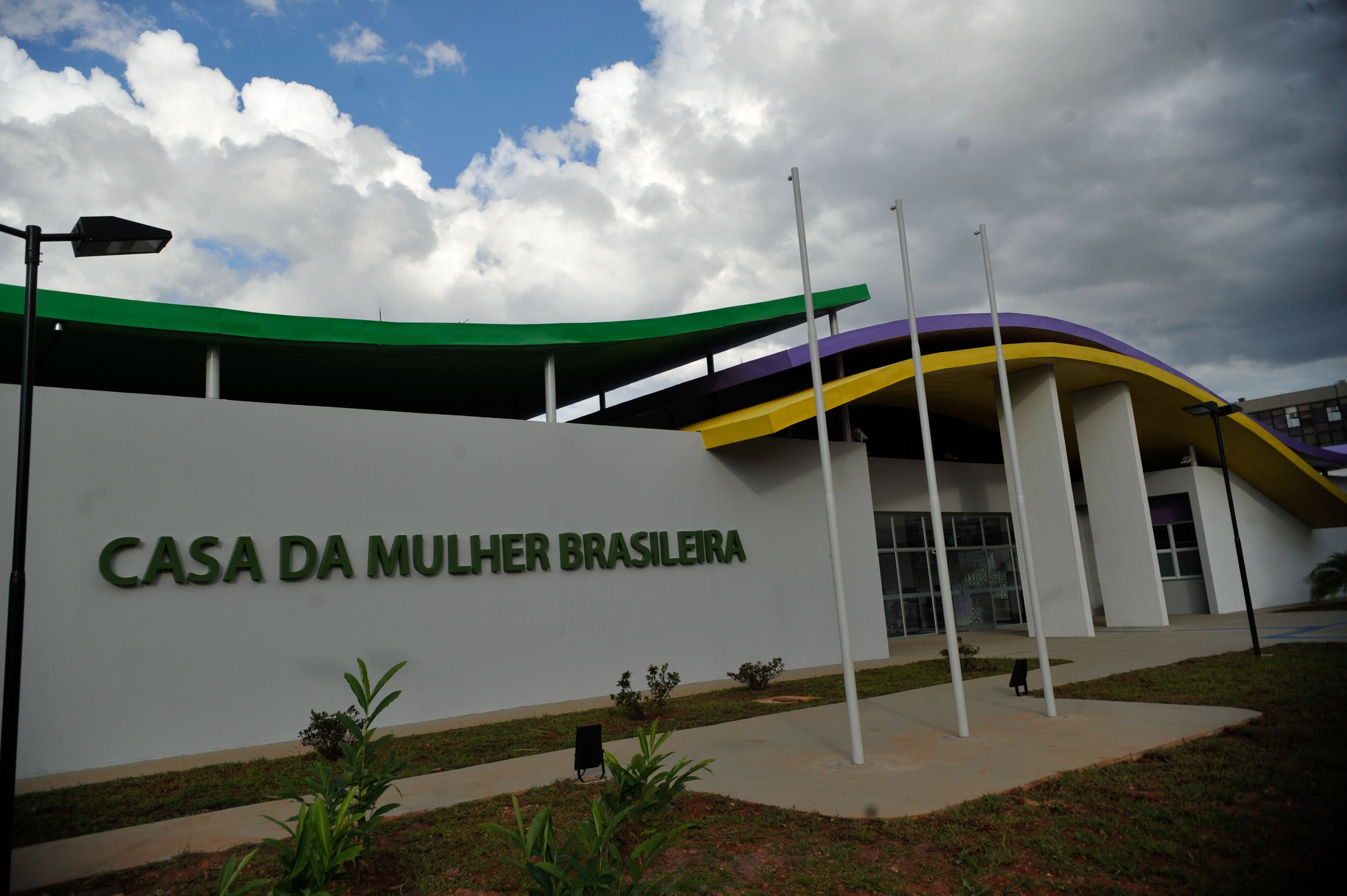
Casa da Mulher Brasileira em Brasília.

- Casa da Mulher Brasileira: centro humanizado de serviços de apoio a mulher vítima de violência. Essas instituições realizam a triagem das vítimas, oferecendo apoio psicológico. Elas têm áreas especiais para crianças e englobam uma série de serviços públicos, como delegacias de polícia, tribunal, Ministério Público e serviços de transporte.[41]
- Humanização do serviço prestado a vítimas de violência sexual: novos procedimentos têm sido implementadas para tratar as vítimas de violência sexual em um ambiente mais humanizado e eficaz, em hospitais públicos e centros de saúde pública. O programa também inclui o treinamento dos profissionais do novo protocolo.[42]
- Mulheres por creches em regiões de seca: construção de sete centros de apoio a mulheres migrantes vítimas de violência e ajuda para deter o tráfico de mulheres.[43]
- Campanhas de sensibilização: várias campanhas na mídia, visando orientar a população sobre os serviços prestados pelo governo, bem como alterar as normas sociais do sexismo e estereótipos.[44]
- Atendimento móvel de unidades: autocarros e barcos especialmente equipados para proporcionar cuidados de saúde, serviços jurídicos e mulheres em locais remotos. Em 2015, mais de 53 unidades móveis foram implementadas.[45]

A lei exige estabelecimentos de saúde para contato com a polícia nos casos em que uma mulher tenha sido prejudicada fisicamente, sexualmente ou psicologicamente.
Apesar das medidas legais tomadas pelo governo federal brasileiro, governos locais parecem ainda lutar contra a aplicação da lei, com relatos de falta de ação da polícia e, em muitos casos, dos tribunais, mesmo após a violência ter sido relatada às autoridades. O relator especial da ONU Leandro Despouy observou uma tendência à culpar as vítimas nesses delitos. De acordo com funcionários do governo e trabalhadores de ONGs, a maioria das denúncias sobre violência doméstica ficam suspensas de forma inconclusiva.

## Ativismo
Em 2017, em estudo realizado pelo Instituto Ipsos e pelo Instituto Avon, a cientista política Céli Pinto, professora da Universidade Federal do Rio Grande do Sul (UFRGS) e autora do livro Uma História do Feminismo no Brasil, argumenta que os recentes episódios de violência doméstica têm fomentado um "renascimento do feminismo", chamado de "Primavera Feminista" no estudo, que têm por objetivo eliminar o sexismo e a violência contra as mulheres.

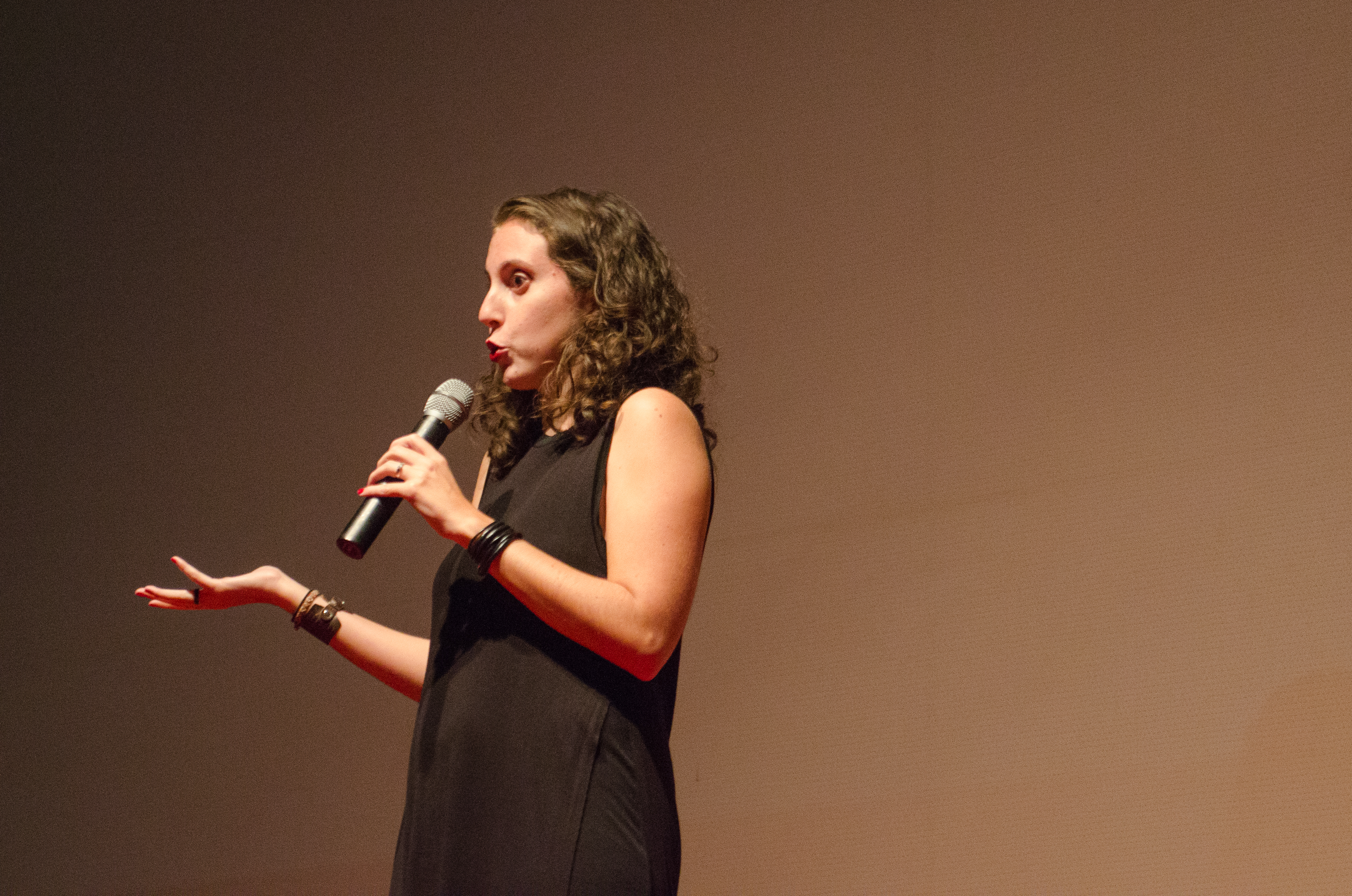
Julia Tolezano (conhecida como Jout Jout), em 2015, palestrando sobre relacionamentos abusivos à TED.

### Campanhason-line
Em 2014, após a publicação dos resultados da pesquisa "Tolerância Social à Violência contra as Mulheres" realizada pelo IPEA, foi lançada a campanha online #NãoMereçoSerEstuprada. Na pesquisa, mais de 65% dos entrevistados concordaram que mulheres que usam roupas que mostram seus corpos merecem ser estupradas. Em 2015, a youtuber brasileira Julia Tolenzano publicou um vídeo sobre relacionamentos abusivos que inspirou a campanha #NãoTiraOBatomVermelho. No ano de 2016, comentários sexuais a uma das meninas que participaram do programa de TV Masterchef Junior, trouxe à tona a campanha #PrimeiroAssédio, que incentivava mulheres de todas as idades a compartilhar sua primeira experiência de assédio sexual. Outras hashtags como #ChegaDeFiuFiu e #MeuAmigoSecreto tentaram chamar a atenção para comportamentos machistas no dia-a-dia.
Além de campanhas on-line, movimentos de rua também têm sido uma constante, com presença constante e sensibilização para o tema da violência contra as mulheres: a Marcha das Margaridas levou mais de 70 mil pessoas a marcharam contra a violência.
Em 2015, o tema da redação do Exame Nacional do Ensino Médio (ENEM) foi "a persistência da violência contra as mulheres na sociedade brasileira". Além disso, recentes episódios de machismo vêm recebendo críticas negativas da opinião pública. Faustão, um dos mais famosos apresentadores de televisão do Brasil, disse em seu programa dominical no dia 6 de novembro de 2016, que há "mulheres que gostam de homem que dá porrada". ONGs e ativistas pediram ao apresentador que se desculpasse pelas suas declarações. No programa da semana seguinte, Faustão procurou justificar-se, afirmando que algumas mulheres não dão atenção a conselhos de amigas e insistem em manter relacionamentos com parceiros violentos, achando que vão conseguir recuperá-los.

## Casos notórios no Brasil
- Crime da mala (1928);[61]
- Caso Aída Curi;[62]
- Ângela Diniz;[63]
- Homicídio de Sandra Gomide;[64]

## Representações da violência doméstica na cultura popular brasileira

### Literatura
Na década de 1970, diversas escritoras femininas como Clarice Lispector, Lygia Fagundes Telles, Marina Colasanti, Lya Luft, Nélida Piñon, Patrícia Melo, começaram a instigar a violência sofrida pelas mulheres em seu livros, contos e crônicas. A violência simbólica contra a mulher também é vista em livros como Dom Casmurro de Machado de Assis, em que o protagonista Bentinho faz a vida de sua amada, Capitu uma tortura psicológica.
Outro notório caso a ser citado é o de O Cortiço, de Aluísio Azevedo que apresenta na vivência do cortiço violências como o sexual, moral, patrimonial, física e psicológica.

### Telenovelas
Nas telenovelas, o caso da violência doméstica são recorrentemente mostrados. Alguns casos ficaram notórios e marcaram a memória coletiva brasileira, como o caso da novela Mulheres Apaixonadas escrita pelo paulista Manoel Carlos para a TV Globo, em que mostrava o caso do casal Marcos (Dan Stulbach) e Raquel (Helena Ranaldi), empresário e professora, que viviam um relacionamento abusivo por parte do Marcos. A agressividade de Marcos chamou a atenção do país por bater em Raquel com uma raquete de tênis. No ano de 2003, dado o impacto da novela, o então presidente Lula recebeu os atores Dan e Helena, em uma cerimônia no Palácio do Planalto, para o lançamento de um programa de combate a violência contra a mulher, com presença de nomes como o de José Dirceu, José Alencar e Emília Fernandes.
Novelas como A Dona do Pedaço, O Sétimo Guardião, Amor de Mãe, O Outro Lado do Paraíso, O Profeta, Fina Estampa, dentre outras, também mostraram agressões contra mulheres e a violência sofrida no país.

### Seriados
Duas séries brasileira produzidas pela Netflix, abordam a violência doméstica. As séries Coisa Mais Linda e Bom Dia, Verônica, abordam de diferentes maneiras a violência contra mulher na sociedade.

### Cinema
O filme Vidas Partidas dirigido por Marcos Schechtman e protagonizado por Naura Schneider e Domingos Montagner, é considerado um filme forte em relação da violência doméstica e uma das principais produções nesse assunto no país.

### Música
Músicas como "Maria Chiquinha" da dupla Sandy & Junior, são uma das músicas que acabam perpetuando a cultura machista no Brasil. O próprio música Junior Lima criticou os versos posteriormente em sua carreira quando tornou-se adulto criticando os versos "Eu nunca vi mulher de bigode, Maria Chiquinha!/ Eu vou te cortar a cabeça, Maria Chiquinha!". Outra música também sempre questionada é Marina de Dorival Caymmi pelos versos "Marina, você se pintou/Marina, você faça tudo/Mas faça um favor/Não pinte esse rosto que eu gosto/Que eu gosto e que é só meu Marina, você já é bonita/Com o que deus lhe deu/Me aborreci, me zanguei/Já não posso falar/E quando eu me zango, marina/Não sei perdoar".
Apesar do retrospecto machista isso vem mudando, como percebidas nos versos de Elza Soares, Maria de Vila Matilde, "Cadê meu celular, eu vou ligar pro 180/Vou entregar teu nome e explicar meu endereço/Aqui você não entra mais, eu finjo que não te conheço". Cantoras como MC Carol, Karol Conká, Ana Cañas,Clarice Falcão e Carol Naine também são artistas que estão fazendo músicas denunciando violência doméstica no país.

## A violência doméstica durante a pandemia de covid-19
O isolamento social surgiu como uma imposição do poder público a fim de mitigar os efeitos do novo coronavírus no Brasil. No entanto, tal imposição fez com que diversas mulheres, já em situação de violência doméstica, ficassem mais tempo no próprio lar junto ao agressor. Consequentemente, houve um aumento dos casos de violência com a diminuição do número de denúncias, seja por medo do parceiro, seja pela impossibilidade de sair de casa. Para demonstrar tal realidade, apresentar-se-ão estudos oficiais coletados junto às Secretarias Estaduais de Segurança Pública e/ou Defesa Social e Tribunais de Justiça relativos à violência doméstica em seis estados que se dispuseram a fornecer os dados de forma mais célere. Após isso, serão fornecidos alguns canais de apoio para ajuda da mulher em situação de violência doméstica.

### Dados oficiais
No intuito de entender o impacto do isolamento social nas vidas das mulheres em situação de violência doméstica, o Fórum Brasileiro de Segurança Pública (FBSP) coletou os dados de seis estados da Federação, considerando as variáveis sintetizadas na tabela abaixo.
|                     | Homicídio (vítimas do sexo feminino) | Feminicídio | Demais ocorrências de violência de gênero | Atendimentos no 190  | MPUs |
| ------------------- | ------------------------------------ | ----------- | ----------------------------------------- | -------------------- | ---- |
| São Paulo           | Sim                                  | Sim         | Não                                       | Sim                  | Sim  |
| Rio Grande do Norte | Sim                                  | Sim         | Sim                                       | Não                  | Não  |
| Acre                | Sim                                  | Sim         | Sim                                       | Sim                  | Sim  |
| Rio Grande do Sul   | Não                                  | Sim         | Sim                                       | Não possui registros | Não  |
| Mato Grosso         | Sim                                  | Sim         | Sim                                       | Não                  | Não  |
| Pará                | Sim                                  | Sim         | Sim                                       | Não                  | Sim  |

Tais dados serão distribuídos entre as medidas protetivas de urgência, os atendimentos no 190, os boletins de ocorrência (lesão corporal dolosa, ameaça, estupro, estupro de vulnerável, homicídio de mulheres e feminicídio) e as denúncias no Ligue 180, comparando-se o período de março de 2019 com março de 2020.

#### Medidas protetivas de urgência
|           | Medidas Protetivas de Urgência | mar/19 | mar/20 | Variação |
| --------- | ------------------------------ | ------ | ------ | -------- |
| Acre      | Distribuídas                   | 188    | 181    | -3,7     |
|           | Concedidas                     | 125    | 114    | -8,8     |
| São Paulo | Distribuídas                   | 5 439  | 5 553  | 2,1      |
|           | Concedidas                     | 3 221  | 4 221  | 31,0     |
| Pará      | Distribuídas                   | ...    | ...    | ...      |
|           | Concedidas                     | 628    | 684    | 8,9      |

#### Atendimentos no 190
| UF        | Ns. Absolutos | Ns. Absolutos | Taxas por 100 mil habitantes | Taxas por 100 mil habitantes | Taxas por 100 mil habitantes |
| Acre      | mar/19        | mar/20        | mar/19                       | mar/20                       | Variação (%)                 |
| --------- | ------------- | ------------- | ---------------------------- | ---------------------------- | ---------------------------- |
| Acre      | 470           | 480           | 53,3                         | 54,4                         | 2,1                          |
| São Paulo | 6.775         | 9.817         | 14,8                         | 21,4                         | 44,9                         |

#### Boletins de ocorrência
Lesão corporal dolosa decorrente de violência doméstica
| UF                  | Março de 2019 | Março de 2020 | Variação (%) |
| ------------------- | ------------- | ------------- | ------------ |
| Rio Grande do Sul   | 1 925         | 1 744         | -9,4         |
| Rio Grande do Norte | 287           | 385           | 34,1         |
| Pará                | 607           | 527           | -13,2        |
| Mato Grosso         | 953           | 744           | -21,9        |
| Ceará               | 1 924         | 1 364         | -29,1        |
| São Paulo           | 4 753         | ...           | ...          |
| Acre                | 14            | 10            | -28,6        |

Ameaça
| UF                  | Março de 2019 | Março de 2020 | Variação (%) |
| ------------------- | ------------- | ------------- | ------------ |
| Mato Grosso         | 1 811         | 1 425         | -21,3        |
| Pará                | 591           | 426           | -27,9        |
| Rio Grande do Norte | 221           | 341           | 54,3         |
| Rio Grande do Sul   | 3 467         | 2 687         | -22,5        |

Estupro e estupro de vulnerável
| UF                  | Março de 2019 | Março de 2020 | Variação (%) |
| ------------------- | ------------- | ------------- | ------------ |
| Rio Grande do Sul¹  | 48            | 37            | -22,9        |
| Rio Grande do Norte | 20            | 40            | 100,0        |
| Acre                | ...           | ...           | ...          |
| Mato Grosso         | 39            | 29            | -25,6        |
| Ceará               | 136           | 102           | -25,0        |
| São Paulo           | 969           | ...           | ...          |

(1) O dado do Rio Grande do Sul se refere apenas aos estupros consumados, não incluindo os estupros de vulnerável
| UF                  | Homicídios de mulheres | Homicídios de mulheres | Homicídios de mulheres | Feminicídios | Feminicídios | Feminicídios | Proporção de feminicídios em relação aos homicídios (em %) | Proporção de feminicídios em relação aos homicídios (em %) |
| UF                  | mar/19                 | mar/20                 | Variação (%)           | mar/19       | mar/20       | Variação (%) | mar/19                                                     | mar/20                                                     |
| ------------------- | ---------------------- | ---------------------- | ---------------------- | ------------ | ------------ | ------------ | ---------------------------------------------------------- | ---------------------------------------------------------- |
| Acre                | 3                      | 2                      | -33,3                  | 1            | 2            | 100          | 33,3                                                       | 100                                                        |
| Mato Grosso         | ...                    | ...                    | ...                    | 2            | 10           | 400          | ...                                                        | ...                                                        |
| Pará                | 22                     | 21                     | -4,5                   | 4            | 4            | 0            | 18                                                         | 19                                                         |
| Rio Grande do Norte | 7                      | 7                      | 0                      | 1            | 4            | 300          | 14,3                                                       | 57,1                                                       |
| Rio Grande do Sul   | ...                    | ...                    | ...                    | 11           | 11           | 0            | ...                                                        | ...                                                        |
| São Paulo           | 38                     | 41                     | 7,9                    | 13           | 19           | 46,2         | 34,2                                                       | 43,2                                                       |

#### Denúncias no Ligue 180 - Central de Atendimento à mulher em situação de violência
| UF                  | Denúncias registradas no Ligue 180 | Denúncias registradas no Ligue 180 | Denúncias registradas no Ligue 180 |
| UF                  | Março de 2019                      | Março de 2020                      | Variação (%)                       |
| ------------------- | ---------------------------------- | ---------------------------------- | ---------------------------------- |
| Acre                | 18                                 | 16                                 | -11,1                              |
| Mato Grosso         | 95                                 | 104                                | 9,5                                |
| Pará                | 219                                | 133                                | -39,3                              |
| Rio Grande do Norte | 162                                | 108                                | -33,3                              |
| Rio Grande do Sul   | 446                                | 447                                | 0,2                                |
| São Paulo           | 1 540                              | 1 519                              | 1,4                                |
| BRASIL              | 8 440                              | 7 714                              | -8,6                               |

### Canais de apoio
No Brasil, serviços tradicionais, como o Disque 180, continuam em funcionamento. Além disso, o Governo Federal lançou um aplicativo, o Direitos Humanos Brasil, que permite à vítima denunciar a violência cometida de forma online. Cabe também destaque a São Paulo, Rio de Janeiro e Espírito Santo, que, por meio de suas Secretarias de Segurança Pública, estão disponibilizando o Boletim de Ocorrência Eletrônico, a ser feito de forma online. Ademais, o Tribunal de Justiça de São Paulo lançou o projeto “Carta de Mulheres”, que consiste em um formulário on-line, a ser lido e respondido por uma equipe especializada. Outras formas de apoio às mulheres em situação de violência têm sido implementadas pela sociedade civil organizada e a iniciativa privada, a saber: Mapa do Acolhimento; força tarefa Justiceiras; e parceria do Instituto Avon com as plataformas Papo de Homem e Quebrando o Tabu.